# Partenio de Nicea
Partenio de Nicea (Παρθένιος ὁ Νικαεύς / Parthénios ho Nikaéus, Nicea, ¿?-¿Roma?, después de 14 d. C.) fue un escritor griego del siglo I a. C.
Según la Suda, era hijo de Heraclides y Eudora, o según Hermipo de Beirut, su madre se llamaba Tetha.

## Biografía
Según la enciclopedia bizantina Suda, fue hecho prisionero en la guerra contra Mitrídates, y fue llevado a Roma en el año 72 a. C. Recobraría la libertad gracias a su talento.
Partenio fue amigo de Cayo Cornelio Galo, y conoció a Virgilio, que tradujo uno de sus versos en las Geórgicas.

## Obra

### Prosa

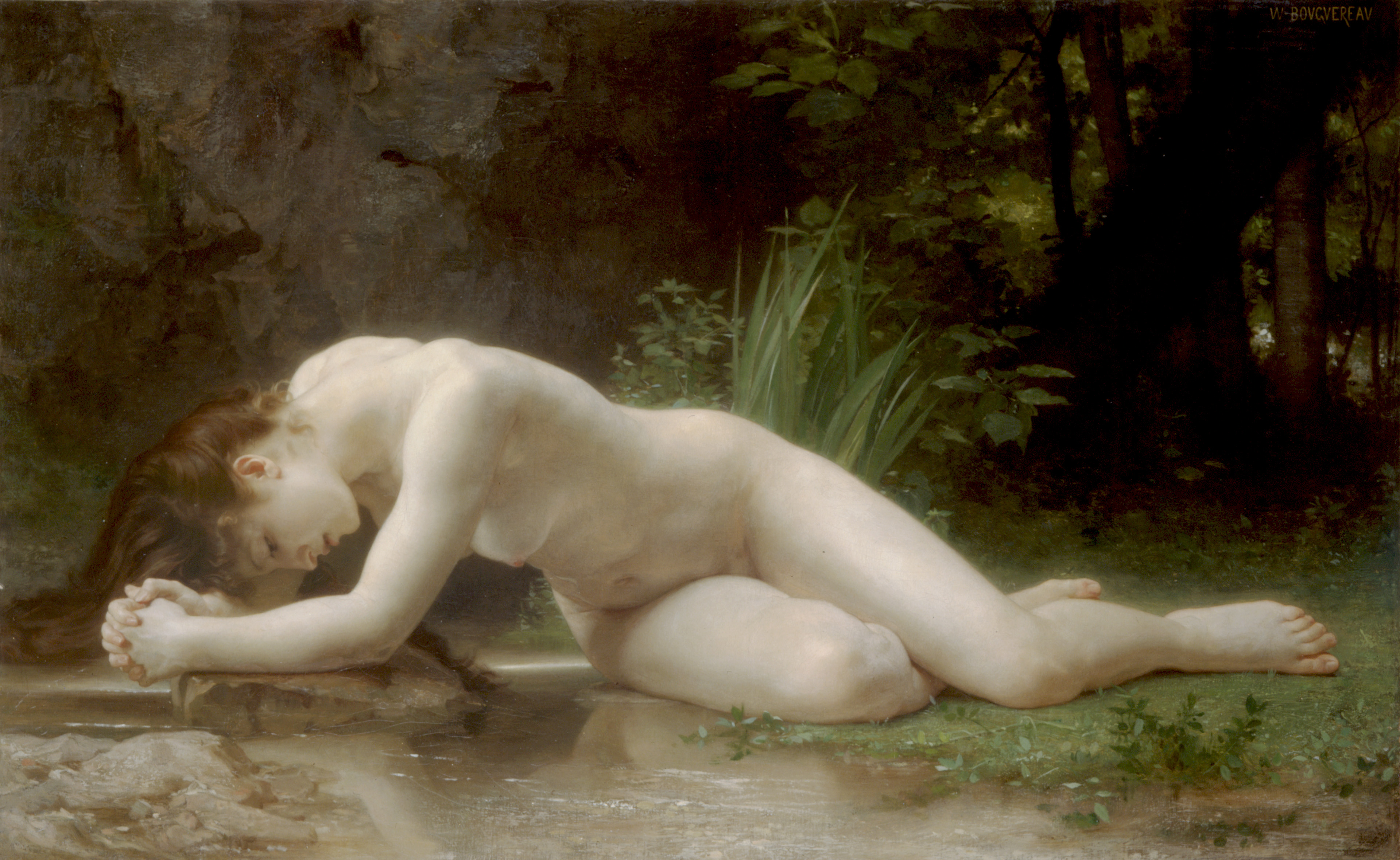
William-Adolphe Bouguereau: Biblis (Byblis, 1884).

De las obras en prosa de Partenio, se conoce Sufrimientos de amor (Ἐρωτικὰ παθήματα: Erotica Pathemata; o Περὶ Ἐρωτικῶν Παθημάτων: Perì Erôtikỗn Pathêmátôn), que es una colección de narraciones cortas relativas a aventuras amorosas que terminan en catástrofes o metamorfosis extractadas de autores antiguos y reunidas para facilitar materiales a las composiciones épicas y elegíacas de Galo.
Estos son los personajes cuyas historias se presentan en Sufrimientos de amor: 
- 1. Lirco.
- 2. Polimela[2] hija de Eolo que fue amante de Odiseo, y, cuando partió este de vuelta a Ítaca con los vientos en un odre, lo añoraba. Eolo, tras vilipendiar a Odiseo, quiso castigarla, pero Diores (Διώρης),[3] hermano de ella que la amaba, la tomó por esposa y se aplacó la ira del padre.
- 3. Evipa (Εὐίππη: «buena yegua»),[4] hija de Tirimas[5] que fue violada por Odiseo. De ella nació Euríalo,[6] al que después mataría su padre por error.
- 4. Enone.
- 5. Leucipo, hijo de Jancio[7] que amó a su hermana. Yaciendo juntos Leucipo y ella, Jancio la mató creyendo que mataba al amante de ella, y Leucipo, asimismo, mató de inmediato al padre sin saber tampoco a quién mataba.
- 6. Palene (Παλλήνη),[8] hija de Sitón,[9] monarca tracio que ofreció su reino y la mano de su hija a quien lo venciera en combate. Como nunca era vencido, estableció que los pretendientes habrían de combatir entre ellos. Driante[10] y Cleito[11] se enfrentaron, y Cleito mató a Driante, se casó con la muchacha y heredó el reino de Sitón. Después, Palene sería consorte de Dioniso.
- 7. Hiparino[12] de Heraclea, que, amado por Antileón,[13] fue deseado también por el tirano de la ciudad. Antileón mató al tirano, y tal vez hubiera podido huir de no tropezar con la cuerda que ataba a las ovejas de un rebaño.
- 8. Heripe,[14] reina de Mileto que fue raptada por los galos durante las Tesmoforias. Su esposo, el rey Janto,[15] acudió a la corte de un rey galo para rescatarla, pero hizo ver que tenía menos oro del que tenía de verdad. Menipe propuso al rey galo, del que se había enamorado, que matase a Janto y cobrase todo. El rey galo mató a Menipe y dejó marchar a Janto con todo el oro.
- 9. Policrite,[16] muchacha de Naxos que aprovechó el amor que le tenía Diogneto,[17] general de Eritrea, para procurar la victoria de su ciudad, sitiada por ese ejército y por el de Mileto.
- 10. Leucone,[18] que sospechaba de su esposo Cianipo[19] porque salía de cacería muy a menudo; un día fue tras él y los perros, tomándola por una presa perseguida, la hicieron pedazos.[20]

- 11. Biblis (Βυβλίς),[21] que amaba a su hermano Cauno,[22] y él huyó de ella. Ambos eran hijos de Mileto.[23][24]
- 12. Calco[25] de Daunia, que amaba a Circe. Por entonces, ella tenía en su morada a Odiseo. Tanto insistió Calco, que Circe lo invitó a un banquete, pero las viandas tenían una droga, y Calco, convertido en cerdo, fue llevado a la cochiquera. Los daunios acudieron a rescatarlo, y Circe devolvió a Calco su forma humana a cambio de que jurara que jamás volvería a acercarse por allí.
- 13. Harpálice,[26] hija de Clímeno, rey de Argos. Clímeno amaba a su hija, y se la arrebató a su prometido cuando se la llevaba para desposarla. En venganza, Harpálice mató a su hermano pequeño, lo descuartizó y lo sirvió para comer a Clímeno durante un festival. Después pidió a los dioses que la apartasen de la condición humana, y la transformaron en el ave llamada chalcis.[27][28][29][30]
- 14. Anteo[31] de Halicarnaso, que fue amado por la esposa de su anfitrión: Cleobea.[32] Al rechazarla él, Cleobea le pidió que le recobrara algo que se le había caído a un pozo, y, cuando Anteo estaba dentro, le dejó caer encima una piedra. Después, ella se ahorcó.
- 15: Dafne.
- 16: Laódice.
- 17: Cratea, que se enamoró de su hijo Periandro[33] y le pidió que yaciera con una mujer casada que estaba prendada de él, pero, por el honor de ella, lo hiciera a oscuras y no le dirigiese palabra; y así yació Cratea con su hijo. Las visitas se repitieron, y una noche, queriendo saber quién era la dama, Periandro encendió una luz y vio que era su madre. Una aparición divina evitó que la matara, pero a partir de entonces vivió enloquecido, y la madre acabó marchándose.
- 18: Neera (Νεαερα),[34] esposa de Hipsicreonte que se enamoró de Promedonte, amigo del esposo, y lo obligó a satisfacerla. Después, él huyó; y ella, también, y se refugió en Naxos. Los habitantes del lugar se negaron a entregarla, y preferían que el propio Hipsicreonte la convenciera de que se marchase con él. Naxos fue sitiada, mas obtuvo al cabo la victoria gracias a la estratagema de Policrite (relatada en la historia 9).
- 19. Páncrato, hija de Ifimedia.
- 20. Mérope, hija de Enopión.
- 21: Psidicé[35] de Metimna, que, enamorada de Aquiles, lo ayudó a conquistar la ciudad; después, él mandó lapidarla por traición.
- 22: Nanis, hija de Creso que, a cambio de que la tomase por esposa, dejó entrar en Sardes a Ciro, pero luego él no cumplió su promesa.[36]
- 23: Quelidonis,[37][38] espartana que fue esposa de Cleónimo y se enamoró de Acrótato, sobrino-nieto de él. Habiendo sido excluido también del trono, Cleónimo instó a Pirro a conquistar Esparta. Quelidonis estaba dispuesta a quitarse la vida antes que volver con el marido, pero las tropas de Pirro fueron rechazadas, en parte por los esfuerzos de Acrótato.
- 24: Hiparino[12] de Siracusa, tirano que amaba a un muchacho llamado Aqueo.[39] Cuando tuvo que partir a una campaña militar, le dio a Aqueo una daga que habría de utilizar de verse en peligro. Tras vencer en la campaña, el tirano volvió al palacio, llegó habiendo ya oscurecido y, por broma, cambió la voz para decir que había matado a Hiparino, y fue muerto por su amado, que creía defenderse de un enemigo.
- 25: Failo.
- 26: Apriate,[40] de la que se enamoró un hijo de Telamón: Trámbelo. Forcejeando los dos, Apriate cayó por un acantilado, por voluntad de él o de ella.
- 27: Alcínoe, hija de Pólibo.
- 28: Clite, hija de Mérope de Percote y esposa de Cícico que se quitó la vida al ser muerto este involuntariamente por los Argonautas.[41]
- 29: Dafnis.
- 30: Celtine,[42] hija del rey celta Bretano[43] que, enamorada de Heracles, escondió el ganado que había robado él a Gerión, y le dijo que no se lo daría hasta que yaciese con ella; así, nació Celto.[44]
- 31: Dimetes,[45] hermano de Trecén que se casó con la hija de este: Evopis. Pero ella a su vez amaba a su hermano, y yacía con él. Al saberlo Dimetes, se lo dijo a Trecén, y Evopis se ahorcó. Tiempo después, Dimetes encontró en la orilla del mar a una ahogada de la que quedó prendado. Yació con el cuerpo muerto, pero este acabó desprendiendo el hedor de la pudrición. Dimetes lo sepultó, y después se mató.
- 32: Antipe,[46] que yaciendo con su amante en un matorral fue muerta por el príncipe Ciquiro,[47] que iba de caza y erró con la jabalina. Ciquiro se lanzó con el caballo a un barranco, y allí murió. La gente del lugar fundó en su honor la ciudad de Ciquiro, que después sería Efira,[48] capital de la antigua Tesprotia.
- 33: Asaón,[49] que amó a su hija Níobe.[50] Ella había dicho que sus hijos eran más hermosos que los de Leto, y, por ese acto de soberbia, la diosa castigó a Níobe haciendo que el esposo, Filoto, muriera durante una cacería, y que el padre, Asaón, se enamorase de ella. Al ser rechazado, Asaón invitó a sus nietos a un banquete y les prendió fuego. Níobe se lanzó al vacío desde una peña, y Asaón se mató después.
- 34: Córito.
- 35: Eulimene,[51] que, a pesar de estar prometida a Áptero,[52] yacía con Licasto.[53] Para saber lo mejor que podía hacer contra sus enemigos, el padre de Eulimene, Cidón,[54] consultó al oráculo, que le dijo que habría de sacrificar a una virgen. Cidón echó a suertes la elección de una virgen de su reino, y le tocó a su propia hija. Licasto aseguró que Eulimene no era virgen, pero aun así fue muerta. Después, examinando el cuerpo de la muchacha, se averiguó que estaba encinta.
- 36: Argantone,[55] esposa de Reso. Al ser muerto este en la Guerra de Troya, Argantone fue al lugar en el que habían yacido por primera vez, y allí se quedó llamando a su esposo, día tras día, hasta morir de inanición.

### Poesía
Como poeta, Partenio compuso elegías mitológicas de las que sólo se conocen los títulos, otros cantos elegíacos, una epístola a un desconocido y algunos poemitas en hexámetros. Casi siempre eran historias de amor y leyendas extrañas en las que abusaba de la riqueza de su léxico, viéndose en todas ellas una influencia muy sensible de los primeros alejandrinos. Fue más conocido en su tiempo por esos poemas que por su prosa.
Estos son los títulos de los poemas de Partenio de los que se tiene noticia:
- Arete.
- Elegía a Arquelaida.
- Afrodita.
- Biante.
- Delos.
- Crinágoras.
- Las Leucadias.
- Antipa.
- Elegía a Auxitemis.
- Idolofanes.
- Heracles.
- Ificles.
- Metamorfosis.
- Propempticon (poema de despedida).
- Un texto sobre el moretum que aparece en el llamado Apéndice virgiliano.

## Enlaces externos

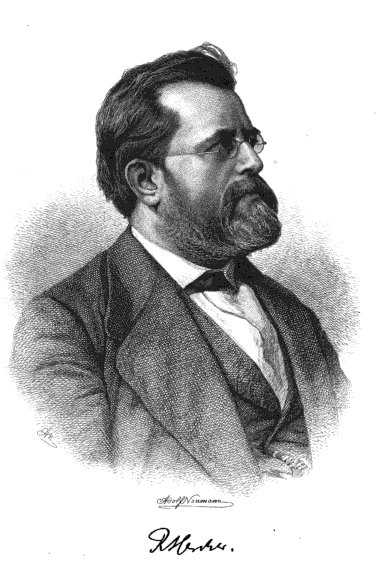
Retrato de R. Hercher empleado en el frontispicio de un libro suyo (ed. 1881) de ensayos sobre Homero.